# 張心鏡
張心鏡（?—?），江蘇省松江府青浦縣人，清朝政治人物、同進士出身。

## 生平
光緒十八年（1892年），参加光緒壬辰科殿試，登進士三甲69名。同年五月，著交吏部掣签分发各省，以知县即用